# Rhododendron canadense
Rhododendron canadense er en løvfældende busk (”azalea”) med en opret, tyndgrenet vækst. Arten er hjemmehørende i det østlige Nordamerika.

## Beskrivelse
Barken er først  rødlig og tæt dunhåret, men senere bliver den rødbrun og efterhånden lysegrå. Gamle grene får en bark, som er gråbrun og fint furet. Knopperne er spredtstillede, ægformede og orangerøde. Bladene er kortstilkede og ovale med hel, indrullet rand. Ved løvspring er de helt dækket af hår på begge sider, men senere bliver de mere glatte. Oversiden er blågrøn, mens undersiden er noget lysere. Høstfarven er gylden. 
Blomstringstidspunktet afhænger af vejrforholdene, men det ligger altid før løvspring. Blomsterne er samlet i små, endestillede halvskærne med 2-6 blomster. De enkelte blomster er 5-tallige, men let uregelmæssige, fordi de øverste tre kronblade er næsten sammenvoksede, mens de to nederste er frie og helt smalle. Kronbladene er lyserøde. Frugten er en orangerød-rustbrun kapsel med mange frø.
Rodnettet er fint og filtagtigt. Planten er afhængig af samliv med én eller flere mykorrhizasvampe.
Højde x bredde og årlig tilvækst: 1,00 x 0,80 m (10 x 8 cm/år).

## Hjemsted
Arten er udbredt i det østlige Canada og New England-staterne i USA. Den trives i lysåbne, fugtige eller våde moser, sumpområder og skovlysninger med næringsfattig og sur jord (lavt pH). 
I de mange vådområder i staten New Hampshire, USA, vokser arten sammen med bl.a. Almindelig Kongebregne, Almindelig Strudsvinge, Almindelig Thuja, Amerikansk Knapbusk, Amerikansk Snabelkalla, Brunfrugtet Surbær, Grønlandsk post, Hvid Dværgcypres, Kardinal-Lobelie, Mose-Pors, Pile-Kornel, Rød-Ask, Skov-Tupelotræ, Smalbladet Kalmia, Sort-Gran, Storfrugtet Tranebær, Sump-Rose, Virginsk Vinterbær og Østamerikansk Lærk.

## Note
1. ↑  Anonym: New Hampshire Wetlands Vegetation Arkiveret 20. august 2008 hos  Wayback Machine (engelsk)